# Mistrzostwa świata do lat 18 w hokeju na lodzie mężczyzn 2015/III Dywizja
Mistrzostwa Świata do lat 18 w Hokeju na Lodzie Mężczyzn III Dywizji 2015 odbyły się w dwóch państwach: w tajwańskim Tajpej oraz w nowozelandzkim Auckland. Zawody rozegrano:
- dla grupy A: 22–28 marca 2015,
- dla grupy B: 17–19 marca 2015.

W mistrzostwach drugiej dywizji uczestniczyło 9 zespołów, które zostały podzielone na dwie grupy – w grupie A 6 zespołów, w grupie B trzy ekipy. Rozegrały one mecze systemem każdy z każdym. Zwycięzca turnieju grupy A awansował do mistrzostw świata II dywizji gr. B w 2016 roku, ostatni zespół grupy A spadł do grupy B, zastępując zwycięzcę turnieju grupy B.
Hale, w których rozgrywano spotkania:
- Annex Ice Rink (Tajpej),
- Botany (Auckland).

## Grupa A
| Sędziowie główni - Alexandre Bourreau - Peter Haxell - Marc Iwert - Anton Kisłow | Sędziowie liniowi - Chae Young-jin - Fraser Ohlson - Cedric Borga - Michael Hofstatter - Andrew Brunker - Chi Hongda - Pierre-Luc Huot - Libor Suchanek |

Wyniki

Godziny podane w czasach lokalnych (UTC+08:00)
| 22 marca 2015 | Izrael | 1:2 pd. | Meksyk | Annex Ice Rink, Tajpej |

| Szczegóły      | Szczegóły            | Szczegóły            | Szczegóły                                   | Szczegóły                                                                               |
| -------------- | -------------------- | -------------------- | ------------------------------------------- | --------------------------------------------------------------------------------------- |
| Godzina: 13:00 | U. Benhar (EQ) 49:10 | (0:0, 0:1, 1:0, 0:1) | 32:42 (PP) A. Bermejo 62:35 (EQ) A. Bermejo | Widzów: 252 Sędzia główny: Anton Kisłow Sędziowie liniowi: Chae Young-jin Fraser Ohlson |
| Godzina: 13:00 | 41 min. kar          |                      | 20 min. kar                                 | Widzów: 252 Sędzia główny: Anton Kisłow Sędziowie liniowi: Chae Young-jin Fraser Ohlson |

| 22 marca 2015 | Południowa Afryka | 0:5 | Bułgaria | Annex Ice Rink, Tajpej |

| Szczegóły      | Szczegóły   | Szczegóły       | Szczegóły                                                                                                  | Szczegóły                                                                                        |
| -------------- | ----------- | --------------- | --- | ------------------------------------------------------------------------------------------------ |
| Godzina: 16:30 |             | (0:0, 0:2, 0:3) | 37:05 (EQ) T. Georgiew 39:07 (EQ) K. Semkov 46:26 (EQ) D. Diłkow 49:36 (EQ) J. Gaczew 52:07 (PP) A. Genkow | Widzów: 189 Sędzia główny: Alexandre Bourreau Sędziowie liniowi: Cedric Borga Michael Hofstatter |
| Godzina: 16:30 | 14 min. kar |                 | 4 min. kar                                                                                                 | Widzów: 189 Sędzia główny: Alexandre Bourreau Sędziowie liniowi: Cedric Borga Michael Hofstatter |

| 22 marca 2015 | Chińskie Tajpej | 1:3 | Islandia | Annex Ice Rink, Tajpej |

| Szczegóły      | Szczegóły            | Szczegóły       | Szczegóły                                                                    | Szczegóły                                                                               |
| -------------- | -------------------- | --------------- | ---------------------------------------------------------------------------- | --------------------------------------------------------------------------------------- |
| Godzina: 20:00 | Chiang W. (EQ) 53:01 | (0:1, 0:1, 1:1) | 14:02 (PP2) E. Olafsson 27:15 (SH) E. Olafsson 59:38 (SH, EN) K. Kristinsson | Widzów: 672 Sędzia główny: Marc Iwert Sędziowie liniowi: Pierre-Luc Huot Libor Suchanek |
| Godzina: 20:00 | 14 min. kar          |                 | 6 min. kar                                                                   | Widzów: 672 Sędzia główny: Marc Iwert Sędziowie liniowi: Pierre-Luc Huot Libor Suchanek |

| 23 marca 2015 | Islandia | 5:4 pk. | Bułgaria | Annex Ice Rink, Tajpej |

| Szczegóły      | Szczegóły | Szczegóły                 | Szczegóły                                                                             | Szczegóły                                                                               |
| -------------- | --- | ------------------------- | ------------------------------------------------------------------------------------- | --------------------------------------------------------------------------------------- |
| Godzina: 13:00 | H. Sverrisson (PP) 04:44 E. Induss (PP) 05:35 E. Olafsson (PP) 06:51 E. Induss (PP) 58:19 E. Olafsson (SO) 65:00 | (3:3, 0:1, 1:0, 0:0, 1:0) | 02:44 (PP) T. Georgiew 13:10 (EQ) D. Diłkow 19:13 (SH) W. Dikow 27:06 (EQ) K. Dawidow | Widzów: 121 Sędzia główny: Peter Haxell Sędziowie liniowi: Andrew Brunker Fraser Ohlson |
| Godzina: 13:00 | 22 min. kar |                           | 16 min. kar                                                                           | Widzów: 121 Sędzia główny: Peter Haxell Sędziowie liniowi: Andrew Brunker Fraser Ohlson |

| 23 marca 2015 | Meksyk | 8:1 | Południowa Afryka | Annex Ice Rink, Tajpej |

| Szczegóły      | Szczegóły | Szczegóły       | Szczegóły              | Szczegóły                                                                            |
| -------------- | --- | --------------- | ---------------------- | ------------------------------------------------------------------------------------ |
| Godzina: 16:30 | A. Bermejo (EQ) 01:09 A. Bermejo (SH) 12:34 A. Bermejo (EQ) 14:35 S. Grajeda (EQ) 17:08 D. Ramos (PP) 17:26 A. Bermejo (SH) 22:53 A. Bermejo (SH) 29:04 I. Samano (PEN) 59:17 | (5:0, 2:1, 1:0) | 36:06 (PP2) M. Ruthven | Widzów: 154 Sędzia główny: Marc Iwert Sędziowie liniowi: Cedric Borga Libor Suchanek |
| Godzina: 16:30 | 22 min. kar |                 | 40 min. kar            | Widzów: 154 Sędzia główny: Marc Iwert Sędziowie liniowi: Cedric Borga Libor Suchanek |

| 23 marca 2015 | Izrael | 6:8 | Chińskie Tajpej | Annex Ice Rink, Tajpej |

| Szczegóły      | Szczegóły | Szczegóły       | Szczegóły | Szczegóły                                                                                           |
| -------------- | --- | --------------- | --- | --------------------------------------------------------------------------------------------------- |
| Godzina: 20:00 | M. Revniaga (PP) 06:37 O. Kafri (EQ) 18:19 O. Kafri (EQ) 23:41 T. Bash (EQ) 29:31 E. Natalchenko (EQ) 34:42 M. Avraham Marom (EQ) 44:56 | (2:2, 3:2, 1:4) | 03:09 (EQ) Chiu Y.-W. 13:12 (EQ) Huang P.-J. 28:23 (EQ) Chang H.-Y. 33:59 (EQ) Chiu Y.-W. 40:31 (PP) Wang L.-T. 40:41 (EQ) Chiu Y.-W. 45:33 (EQ) Chiang W. 59:15 (EN) Chiu Y.-W. | Widzów: 456 Sędzia główny: Alexandre Bourreau Sędziowie liniowi: Michael Hofstatter Pierre-Luc Huot |
| Godzina: 20:00 | 8 min. kar |                 | 6 min. kar | Widzów: 456 Sędzia główny: Alexandre Bourreau Sędziowie liniowi: Michael Hofstatter Pierre-Luc Huot |

| 25 marca 2015 | Izrael | 5:2 | Południowa Afryka | Annex Ice Rink, Tajpej |

| Szczegóły      | Szczegóły | Szczegóły       | Szczegóły                                   | Szczegóły                                                                                    |
| -------------- | --- | --------------- | ------------------------------------------- | -------------------------------------------------------------------------------------------- |
| Godzina: 13:00 | T. Ignatovich (EQ) 03:58 T. Ignatovich (SH) 05:05 T. Ignatovich (PP) 14:13 M. Revniaga (PP2) 33:44 M. Avraham Marom (SH) 50:30 | (3:0, 1:2, 1:0) | 20:45 (PS) D. Compton 35:05 (PS) D. Compton | Widzów: 125 Sędzia główny: Peter Haxell Sędziowie liniowi: Andrew Brunker Michael Hofstatter |
| Godzina: 13:00 | 20 min. kar |                 | 12 min. kar                                 | Widzów: 125 Sędzia główny: Peter Haxell Sędziowie liniowi: Andrew Brunker Michael Hofstatter |

| 25 marca 2015 | Islandia | 3:2 pk. | Meksyk | Annex Ice Rink, Tajpej |

| Szczegóły      | Szczegóły                                                        | Szczegóły                 | Szczegóły                                | Szczegóły                                                                                      |
| -------------- | ---------------------------------------------------------------- | ------------------------- | ---------------------------------------- | ---------------------------------------------------------------------------------------------- |
| Godzina: 16:30 | E. Olafsson (PP) 22:16 E. Induss (EA) 59:30 E. Induss (SO) 65:00 | (0:1, 1:1, 1:0, 0:0, 1:0) | 02:53 (EQ) D. Ramos 38:17 (EQ) A. Najera | Widzów: 232 Sędzia główny: Alexandre Bourreau Sędziowie liniowi: Chae Young-jin Libor Suchanek |
| Godzina: 16:30 | 8 min. kar                                                       |                           | 34 min. kar                              | Widzów: 232 Sędzia główny: Alexandre Bourreau Sędziowie liniowi: Chae Young-jin Libor Suchanek |

| 25 marca 2015 | Chińskie Tajpej | 3:4 | Bułgaria | Annex Ice Rink, Tajpej |

| Szczegóły      | Szczegóły                                                        | Szczegóły       | Szczegóły                                                                            | Szczegóły                                                                               |
| -------------- | ---------------------------------------------------------------- | --------------- | ------------------------------------------------------------------------------------ | --------------------------------------------------------------------------------------- |
| Godzina: 20:00 | Chiang W. (EQ) 22:03 Yin W.-L. (PP) 37:08 Huang P.-J. (PP) 51:50 | (0:0, 2:3, 1:1) | W. Dikow (PP) 28:58 P. Czaliow (EQ) 29:25 K. Dawidow (EQ) 32:18 D. Diłkow (PP) 45:15 | Widzów: 612 Sędzia główny: Anton Kisłow Sędziowie liniowi: Cedric Borga Pierre-Luc Huot |
| Godzina: 20:00 | 34 min. kar                                                      |                 | 24 min. kar                                                                          | Widzów: 612 Sędzia główny: Anton Kisłow Sędziowie liniowi: Cedric Borga Pierre-Luc Huot |

| 26 marca 2015 | Południowa Afryka | 4:5 | Islandia | Annex Ice Rink, Tajpej |

| Szczegóły      | Szczegóły                                                                                 | Szczegóły       | Szczegóły | Szczegóły                                                                               |
| -------------- | ----------------------------------------------------------------------------------------- | --------------- | --- | --------------------------------------------------------------------------------------- |
| Godzina: 13:00 | G. Bremner (EQ) 05:59 D. Schuurman (EQ) 07:06 D. Compton (EQ) 21:37 G. Bremner (EQ) 58:23 | (2:2, 1:0, 1:3) | 01:35 (EQ) H. Kristveigarson 18:50 (EQ) E. Induss 50:38 (EQ) M. Maack 56:17 (EQ) K. Kristinsson 57:16 (EQ) E. Induss | Widzów: 82 Sędzia główny: Peter Haxell Sędziowie liniowi: Pierre-Luc Huot Fraser Ohlson |
| Godzina: 13:00 | 8 min. kar                                                                                |                 | 4 min. kar | Widzów: 82 Sędzia główny: Peter Haxell Sędziowie liniowi: Pierre-Luc Huot Fraser Ohlson |

| 26 marca 2015 | Bułgaria | 0:2 | Izrael | Annex Ice Rink, Tajpej |

| Szczegóły      | Szczegóły   | Szczegóły       | Szczegóły                                 | Szczegóły                                                                              |
| -------------- | ----------- | --------------- | ----------------------------------------- | -------------------------------------------------------------------------------------- |
| Godzina: 16:30 |             | (0:1, 0:0, 0:1) | 02:01 (EQ) T. Bash 49:19 (EQ) M. Revniaga | Widzów: 102 Sędzia główny: Anton Kisłow Sędziowie liniowi: Cedric Borga Libor Suchanek |
| Godzina: 16:30 | 16 min. kar |                 | 12 min. kar                               | Widzów: 102 Sędzia główny: Anton Kisłow Sędziowie liniowi: Cedric Borga Libor Suchanek |

| 26 marca 2015 | Meksyk | 3:4 pd. | Chińskie Tajpej | Annex Ice Rink, Tajpej |

| Godzina: 20:00 |             | (0:2, 1:1, 2:0, 0:1) |             | Widzów: 513 |
| Godzina: 20:00 | 18 min. kar |                      | 18 min. kar | Widzów: 513 |

| 28 marca 2015 | Bułgaria | 1:2 pk. | Meksyk | Annex Ice Rink, Tajpej |

| Godzina: 13:00 |             | (0:0, 1:0, 0:1, 0:0, 0:1) |             | Widzów: 278 |
| Godzina: 13:00 | 28 min. kar |                           | 16 min. kar | Widzów: 278 |

| 28 marca 2015 | Islandia | 3:2 | Izrael | Annex Ice Rink, Tajpej |

| Godzina: 16:30 |             | (2:0, 1:2, 0:0) |            | Widzów: 359 |
| Godzina: 16:30 | 12 min. kar |                 | 8 min. kar | Widzów: 359 |

| 28 marca 2015 | Chińskie Tajpej | 12:0 | Południowa Afryka | Annex Ice Rink, Tajpej |

| Godzina: 20:00 |            | (2:0, 3:0, 7:0) |             | Widzów: 794 |
| Godzina: 20:00 | 6 min. kar |                 | 16 min. kar | Widzów: 794 |

Tabela
| Lp. | Zespół            | M | Pkt | Z | Zd | Pd | P | G+ | G- | +/− |
| --- | ----------------- | - | --- | - | -- | -- | - | -- | -- | --- |
| 1.  | Islandia          | 5 | 13  | 3 | 2  | 0  | 0 | 19 | 13 | +6  |
| 2.  | Meksyk            | 5 | 9   | 1 | 2  | 2  | 0 | 17 | 10 | +7  |
| 3.  | Bułgaria          | 5 | 8   | 2 | 0  | 2  | 1 | 14 | 12 | +2  |
| 4.  | Chińskie Tajpej   | 5 | 8   | 2 | 1  | 0  | 2 | 28 | 16 | +12 |
| 5.  | Izrael            | 5 | 7   | 2 | 0  | 1  | 2 | 16 | 15 | +1  |
| 6.  | Południowa Afryka | 5 | 0   | 0 | 0  | 0  | 5 | 7  | 35 | -28 |

    = awans do II dywizji, grupy B     = pozostanie w III dywizji, grupy A     = spadek do III dywizji, grupy B
Statystyki indywidualne
- Klasyfikacja strzelców:  Chiu Yi-wei – 12 bramek
- Klasyfikacja asystentów:  Yin Wei-lun – 8 asyst
- Klasyfikacja kanadyjska:  Arunas Bermejo – 20 pkt.
- Klasyfikacja +/−:  Chang Han-yuan – +9
- Klasyfikacja skuteczności interwencji bramkarzy:  Jaime Perez – 94,92%
- Klasyfikacja średniej goli straconych na mecz bramkarzy:  Jaime Perez – 1,92 bramki

Nagrody indywidualne
Dyrektoriat turnieju wybrał trójkę najlepszych zawodników na każdej pozycji:
- Bramkarz:  Charl Pretorius
- Obrońca:  Kevin Prince
- Napastnik:  Elvar Olafsson

## Grupa B
Sędziowie główni
| - Shinichi Takazawa - Dean Smith | Liniowi - Oliver Finch - Kensuke Kanazawa - Chris Watson |

Wyniki

Godziny podane w czasach lokalnych (UTC+13:00)
| 17 marca 2015 | Hongkong | 5:8 | Nowa Zelandia | Botany, Auckland |

| Szczegóły      | Szczegóły | Szczegóły       | Szczegóły | Szczegóły                                                                              |
| -------------- | --- | --------------- | --- | -------------------------------------------------------------------------------------- |
| Godzina: 19:15 | Ch.P.J. Cheng (EQ) 09:29 L. Kim Lo (EQ) 22:22 Ch.P.J. Cheng (PP) 34:44 L. Kim Lo (EQ) 41:15 H.M.H. Lui (PP) 57:12 | (1:3, 2:1, 2:4) | 09:03 (EQ) R. Vortanov 16:33 (EQ) B. Harford 19:13 (PP) H. Johnston 37:21 (SH) H. Macharg 44:51 (EQ) R. Vortanov 49:25 (SH) M. Kennedy 54:08 (SH) H. Macharg 54:39 (SH) S. Brown | Widzów: 500 Sędzia główny: Dean Smith Sędziowie liniowi: Oliver Finch Kensuke Kanazawa |
| Godzina: 19:15 | 6 min. kar |                 | 22 min. kar | Widzów: 500 Sędzia główny: Dean Smith Sędziowie liniowi: Oliver Finch Kensuke Kanazawa |

| 18 marca 2015 | Turcja | 9:1 | Hongkong | Botany, Auckland |

| Szczegóły      | Szczegóły | Szczegóły       | Szczegóły                | Szczegóły                                                                                 |
| -------------- | --- | --------------- | ------------------------ | ----------------------------------------------------------------------------------------- |
| Godzina: 19:00 | E. Ulas (EQ) 08:22 S. Kavaz (SH) 19:05 H. Salt (EQ) 19:31 C. Kaya (EQ) 20:51 S. Bingol (EQ) 22:37 B. Kizilkaya (EQ) 31:36 F. Taygar (EQ) 32:19 F. Taygar (EQ) 35:52 C. Kaya (EQ) 57:17 | (3:0, 5:0, 1:1) | 49:39 (EQ) Ch.P.J. Cheng | Widzów: 200 Sędzia główny: Shinichi Takazawa Sędziowie liniowi: Oliver Finch Chris Watson |
| Godzina: 19:00 | 12 min. kar |                 | 8 min. kar               | Widzów: 200 Sędzia główny: Shinichi Takazawa Sędziowie liniowi: Oliver Finch Chris Watson |

| 19 marca 2015 | Nowa Zelandia | 4:5 | Turcja | Botany, Auckland |

| Szczegóły      | Szczegóły                                                                                  | Szczegóły       | Szczegóły                                                                                               | Szczegóły                                                                              |
| -------------- | ------------------------------------------------------------------------------------------ | --------------- | --- | -------------------------------------------------------------------------------------- |
| Godzina: 19:00 | L. Fraser (PP) 03:57 T. Carson-Pratt (EQ) 31:12 M. Kennedy (PP2) 44:10 S. Brown (EQ) 46:42 | (1:2, 1:1, 2:2) | 07:33 (PP) S. Takar 17:08 (PP) Ö. Kars 21:30 (EQ) S. Bingol 52:58 (EQ) S. Kavaz 53:56 (EQ) B. Kizilkaya | Widzów: 700 Sędzia główny: Dean Smith Sędziowie liniowi: Kensuke Kanazawa Chris Watson |
| Godzina: 19:00 | 24 min. kar                                                                                |                 | 20 min. kar                                                                                             | Widzów: 700 Sędzia główny: Dean Smith Sędziowie liniowi: Kensuke Kanazawa Chris Watson |

Tabela
| Lp. | Zespół        | M | Pkt | Z | Zd | Pd | P | G+ | G- | +/− |
| --- | ------------- | - | --- | - | -- | -- | - | -- | -- | --- |
| 1.  | Turcja        | 2 | 6   | 2 | 0  | 0  | 0 | 14 | 5  | +9  |
| 2.  | Nowa Zelandia | 2 | 3   | 1 | 0  | 0  | 1 | 12 | 10 | +2  |
| 3.  | Hongkong      | 2 | 0   | 0 | 0  | 0  | 2 | 6  | 17 | -11 |

    = awans do II dywizji, grupy A
Statystyki indywidualne
- Klasyfikacja strzelców:  Cheng Chung Pan Justin – 3 bramki
- Klasyfikacja asystentów:  Huseyin Secer – 5 asyst
- Klasyfikacja kanadyjska:  Harrison Macharg,  Huseyin Secer – 5 pkt.
- Klasyfikacja +/−:  Huseyin Secer – +7
- Klasyfikacja skuteczności interwencji bramkarzy:  Muhammed Karagul – 88,64%
- Klasyfikacja średniej goli straconych na mecz bramkarzy:  Muhammed Karagul – 2,50 bramki

Nagrody indywidualne
Dyrektoriat turnieju wybrał trójkę najlepszych zawodników na każdej pozycji:
- Bramkarz:  Muhammed Karagul
- Obrońca:  Fatih Faner
- Napastnik:  Harrison Macharg